# Неври
Неври (грец. Νευροί, лат. Neuri) — стародавній народ, що мешкав після (тобто, вище) скіфів-орачів на північ від Тирасу (Дністер) вздовж Гипанису (Південного Бугу) на захід від Борисфену (Дніпро).

## Античні свідоцтва
Основним письмовим джерелом є свідчення Геродота: неври жили між річкою Вепром, горами Карпатами, Поліссям і Ушицею.
Згідно з Геродотом землі неврів на заході межували з агафірсами, на півдні — зі скитами, на сході — з андрофагами, на північ від неврів Геродот поміщав безлюдну пустелю. Є його згадка і про те, що цар (царі) неврів поряд з іншими царями Великої Скитії брали участь у славнозвісній Раді царів Скитії 512 (514) р. до н. е.:
«Думки учасників (Ради) розділилися: царі гелонів, будинів і савроматів прийшли до згоди і обіцяли допомогти скитам. Царі ж агафірсів, неврів, андрофагів, а також меланхленів й таврів (кримчан) дали скитам таку відповідь: «Якби ви раніше не завдали образи персам і не почали війни з ними, тоді ми вважали б ваше прохання правильним і охоче допомогли б вам. Але ви без нашої допомоги вторглися в землю персів і володіли нею, доки Божество допускало це. Тепер це ж Божество на їхньому боці, і перси хочуть відплатити вам тим же. Ми ж і тоді нічим не образили тих людей і тепер першими зовсім не будемо ворогувати з ними. Якщо ж перси вступлять і в нашу країну і нападуть на нас, то ми не допустимо цього. Але поки ми цього не бачимо, то залишимося у нашій країні. Нам здається, що перси прийшли не проти нас, а проти своїх кривдників»..
У кінцевому підсумку, скіфи, вимотуючи персів, пройшли по царствах Північної Скіфії, відступивши в землю неврів, які тікали на північ у пустелю.

## Дослідження
Починаючи з XIX століття історики робили спроби ототожнити неврів з тим чи іншим народом Європи. Археологічні дослідження дозволяють ототожнювати їх з носіями різних археологічних культур, передусім милоградської культури бадьсбких племен (VII—II ст. до н. е.). На думку Б. М. Гракова, неврам належать пам'ятки на правому березі середнього Дніпра й аж до лісостепових вод Південного Бугу та Дністра, тобто в першу чергу комплекси сточищ Тясмину та Росі.
Про неврів, що переселилися свого часу в землю будинів (тобто у дніпровське Лівобережжя), нагадують пов'язані своїм походженням з культурою Правобережжя пам'ятки сточища Ворскли.
Існують версії, що ототожнюють неврів із предками слов'ян (П. Й. Шафарик, Л. Нідерле) і кельтами.
Неврів вважають праслов'янським народом (численним племенем) й відносять неврів до висоцької археологічної культури.
Неврів ототожнює із слов'янами і Нестор Літописець. У Іпатіївському літописі знаходимо: "Быс̑ ӕзыкъ Словенескъ ѿ племени же Афетова  нарѣцаємѣи Норци иже суть Словенѣ". 
Була мова Словенська від племені Афета, котре називалося Норці, якого суть - словени. 
Норці це і є неври у Нестора літописця, який ототожнив їх із праслов'янами, вивівши їх рід від біблійного сина Ноя Афета.
Геродот також повідомляє, що неври за одне покоління до походу Дарія I (тобто в середині VI століття до н. е.) змушені були переселитися зі своєї батьківщини в землю будинів через «змій» (тобто, ворогів).
Геродот також згадує про диких білих коней (тарпанів), що пасуться навколо великого озера у землі неврів.
Геродот наводить також скитську байку про неврів, яка займала уми багатьох дослідників: «Ці люди, очевидно, чаклуни. Скити й елліни, що живуть серед них, стверджують, що кожен невр щороку на кілька днів перевертається на вовка, а потім знову набуває людського вигляду». Це повідомлення дозволило простежити слов'янські уявлення про перевертнів углиб історії. Пізніше, провівши аналогії з тотемними культами індіанців (особливо племені квакіютль — у сучасній Канаді), вчені дійшли висновку про наявність серед неврів культу вовка.
Культ змії та розповіді про перевертнів популярні у литовських племен: Про культ змії у литовців в середні сторіччя згадує Ієронім Празький. Один німецький мандрівник кінця XVI століття, розповідаючи про литовське плем'я жмудь, повідомляє, що жителі «обожнюють тварин та інших чудовиськ, як-от змій, і володіють чаклунством перевертатися у вовків і ведмедів» (Фрідріх Аделунг. Критико-літературний огляд мандрівників по Росії до 1700 р., ч. 1. — М., 1864, с. 274).
Сьогоднішній Нарев географічно є близький до сточища горішнього Дністра, Бугу й Прип'яті. Нарев литовською звучить як Наура, що з перехідними звуками у-в також звучить як Навра. У часи Геродоту сточище Наври населяли західні балти.
У Естонії існує давнє місто Нарва, а у Польщі місто Нур на лівобережжі Західного Бугу є близьким до Біловезької Пущі, де локалізують озеро з білими конями Геродота.
В Борщівському районі Тернопільській області є село Нивра (стара назва — Нівра).

## Свідчення з «Історії» Геродота
```
Від гавані 
борисфенітів
 (бо вона розташована якраз посередині приморської частини всієї Скіфії), від неї і далі перший народ, котрий можна зустріти, це 
калліппіди
, які є напів 
елліни
 і напів 
скіфи
, над ними є інший народ, що називається 
алізонами
. Вони і калліппіди взагалі мають такий спосіб життя, як і скіфи, але сіють і їдять пшеницю і цибулю та часник і сочевицю та просо. Над алізонами живуть 
скіфи-оратаї
, які сіють пшеницю не для їжі, а на продаж. Ще далі над ними живуть 
неври
, а далі на північ від 
неврів
, наскільки я знаю, є незалюднена країна. Оці народності живуть уздовж річки 
Гіпанія
 на заході від 
Борисфена
.
```

(Історія. 4-а книга 17 уривок)
```
Отже, одна з річок Скіфії - це 
Істр
. Далі за нею йде 
Тирас
, який тече з півночі, витікаючи з великого озера, що відмежовує землю скіфів від землі 
неврів
. Біля гирла його живуть 
елліни
, так звані 
тирити
.
```

(Історія. 4-а книга 51 уривок)
```
Отже, від 
Тавріки
 на північ від 
таврів
 і на схід аж до моря живуть уже скіфи і ще в краях на сході від 
Кімерійського Боспору
 і від 
Маєтідського озера
 до річки 
Танаїсу
, що вливається саме в це озеро. Отже, від Істру і далі на північ у глиб материка Скіфія обмежена спершу народом 
агатірсів
, далі - народом 
неврів
 і після нього - 
андрофагів
 і, нарешті,- 
меланхлайнів
.
```

(Історія. 4-а книга 100 уривок)
```
Скіфи порадилися між собою і вирішили, що вони самі не спроможні помірятися силами і прогнати 
Дарія
 і послали вісників до сусідніх народів. І царі цих народів уже збиралися і радилися між собою, розуміючи, що проти них виступило велике військо. Це були царі таврів і агатірсів, і 
неврів
, і андрофагів, і меланхлайнів, і 
гелонів
, і 
будинів
, і 
савроматів
.
```

(Історія. 4-а книга 102 уривок)
```
Неври
 мають звичаї такі самі, як скіфи. А за одне покоління до походу Дарія вони змушені були покинути свою країну через навалу 
змій
. Бо в їхній землі з'явилося багато змій, більшість яких напала на них із північної пустелі. Під їхнім натиском вони, покинувши свою країну, оселилися разом із будинами. Цих людей підозрюють у тому, що вони чаклуни. Бо скіфи і елліни, що живуть у Скіфії, кажуть, ніби один раз на рік кожний із 
неврів
 стає вовком на деякий час, а потім повертається і знову стає людиною. Мене вони цим оповіданням не переконали, але вони на цьому наполягають і ще підтверджують клятвою.
```

(Історія. 4-а книга 105 уривок)
```
Таке сповістили скіфи, а царі, які прибули до них із своїх країн, почали радитися і тоді їхні думки розділилися. Гелон, Будин і Савромат мали спільну думку і обіцяли допомогти скіфам. Проте Агатірс, 
Невр
, Андрофаг і царі меланхлайнів і таврів дали скіфам таку відповідь: 
«Коли б це не ви перші образили персів і не ви перші почали війну проти них, ми сказали б, що справедливі ваші слова і те, що ви хочете тепер від нас, і ми охоче послухалися б вас і зробили б так, як і ви. Проте, тепер, коли ви вчинили напад на їхню країну без нас і поневолили 
персів
, на скільки років завгодно було богові, і вони, бо їх підняв проти вас той самий бог, відплачують вам рівною мірою. Проте ми ні тоді не нападали на цих людей, ні тепер не хочемо завдавати їм шкоди. Але, коли вони виступлять проти нашої країні і перші розпочнуть ворожі дії, тоді і ми виступимо, щоб їх відкинути. Доки ми не будемо певні цього, ми залишатимемося спокійні, бо ми гадаємо, що перси не прийшли сюди, щоб напасти на нас, але на тих, які винуваті в кривді, що була їм вчинена».
```

(Історія. 4-а книга 119 уривок)
```
Швидко просуваючись із військом, скоро Дарій прибув до Скіфії, він натрапив там на обидві об'єднані частини скіфського війська, і почав їх переслідувати, а вони уникали зустрічі з ним, тримаючись від нього на відстані одного дня шляху. А скіфи, оскільки Дарій не переставав їх переслідувати, згідно прийнятим рішенням, відступали до країни тих, хто відмовився бути з ними в союзі, і спершу до країни меланхлайнів і збентежили їх. Ідучи далі, скіфи заманили персів до країни андрофагів і, розбурхавши і їх, прийшли до 
неврів
, і стурбувавши їх, скіфи, відступаючи, підійшли до країни агатірсів. Проте агатірси, побачивши, як їхні сусіди тікають у безладді перед скіфами, ще перед тим як скіфи вдерлися до їхньої країни, послали вісника і заборонили їм уступати в їхню країну і попередили їх, коли скіфи спробують удертися, то наштовхнуться насамперед на їхній опір. Таке попередження послали їм агатірси і поспішили до своїх кордонів, вирішивши відбити напад загарбників. А меланхлайни, і андрофаги, і 
неври
, щойно вдерлися до їхньої країни перси із скіфами, навіть не спробували відбити їх, але, забувши про свої загрози, повтікали в безладді на північ із своїх країв, у пустелю. Скіфи не наважилися увійти в країну агатірсів з огляду на те, що їм це було заборонено, але, відходячи з країни 
неврів
, завели персів до своєї країни.
```

(Історія. 4-а книга 125 уривок)